# Stanisław Matzke

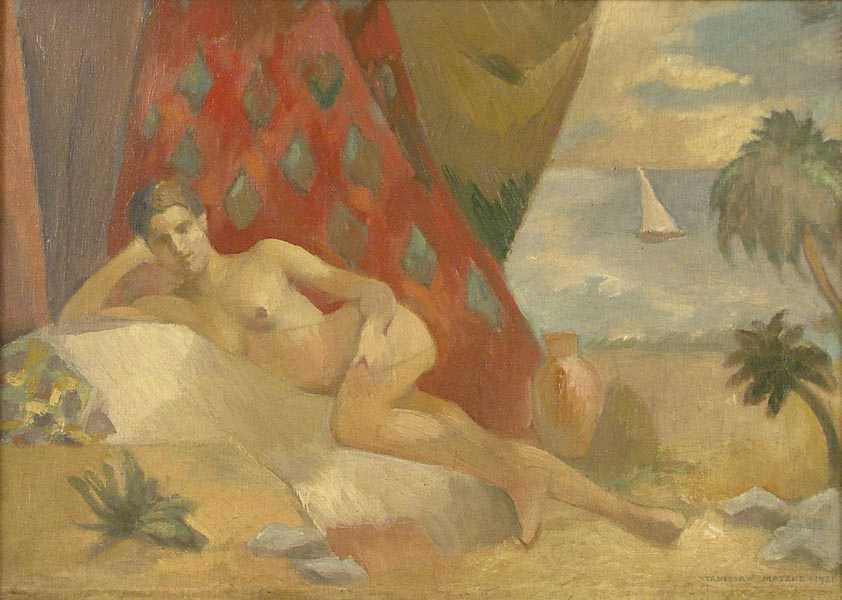
Po kąpieli

Stanisław Matzke (ur. 27 marca 1870 w Krakowie, zm. 10 października 1949 we Lwowie) – polski malarz, grafik i nauczyciel sztuki.

## Życiorys
Urodził się jako syn malarza Franciszka Matzke.
W latach 1890–1893 i 1897–1898 Matzke studiował w Akademii Sztuk Pięknych w Krakowie pod kierunkiem Jacka Malczewskiego.
2 maja 1899 wstąpił do klasy malarstwa Królewskiej Akademii Sztuk Pięknych w Monachium; studiował u Nikolausa Gysisa.
Następnie udał się na wyjazdy studyjne do Włoch, Hiszpanii i Afryki.
Od 1911 pracował jako nauczyciel rysunku w gimnazjach we Lwowie i Stanisławowie.
W latach 1912–1914 wydawał pismo „Kształt i Barwa” we Lwowie, a od 1922 do 1926 w Warszawie (według własnej redakcji i opracowania graficznego), poświęcone edukacji artystycznej.
Od 1928 uczył malarstwa portretowego w pracowni lwowskiego Związku Artystek Polskich.
Malował głównie pejzaże impresjonistyczne, pejzaże Lwowa i Ziemi Lwowskiej, impresje z podróży po Afryce Północnej i Hiszpanii (1928–1930), a także kompozycje figuralne w stylu secesji i impresjonizmu, portrety, obrazy zwierząt i ptaków, martwe natury, dekoracyjne obrazy religijne.
Preferował technikę tempery, tworzył rysunki kredą i węglem.
Stanisław Matzke wydał szereg podręczników do lekcji rysunku.
Po II wojnie światowej ze względu na podeszły wiek postanowił nie przesiedlać się do powojennej Polski i pozostał we Lwowie do końca życia.

## Wydawnictwa
- Tempera i jej użycie: do użytku szkół i malarzy (Lwów; Kraków, 1911).
- Nauczanie rysunku przestrzennego w związku z rozwojem kultury (1920).
- Zasady rysunku początkowego [zalecone przez Ministerstwo Wyznań і Oświecenia Publicznego] (Cieszyn, 1921). Nakładem autora.
- Przyroda modelem rysunkowym. Lwów (1922). Nakładem autora.
- Nauczanie rysunku przestrzennego w związku z dziejami kultury (Lwów, 1923).